# マチェラータ県

マチェラータ県
Provincia di Macerata

マチェラータ県（マチェラータけん、イタリア語: Provincia di Macerata）は、イタリア共和国マルケ州に属する県の一つ。県都はマチェラータ（マチェラタ）。

## 地理

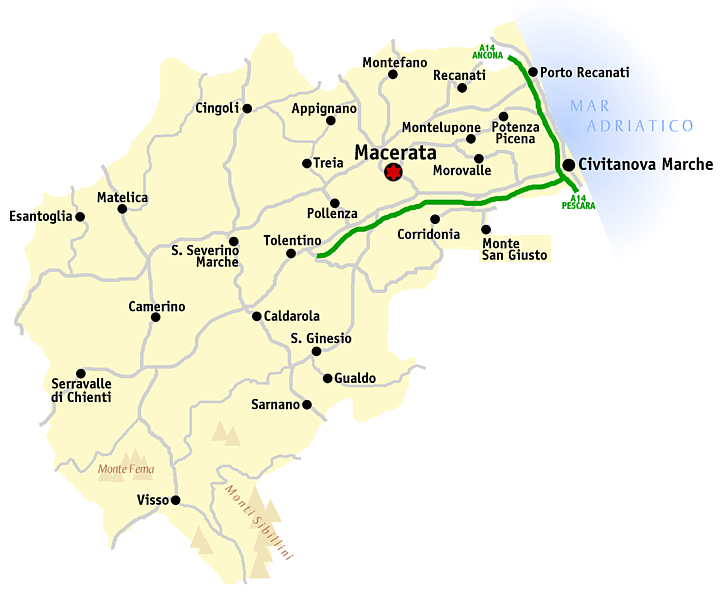
マチェラータ県概略図

### 位置・広がり

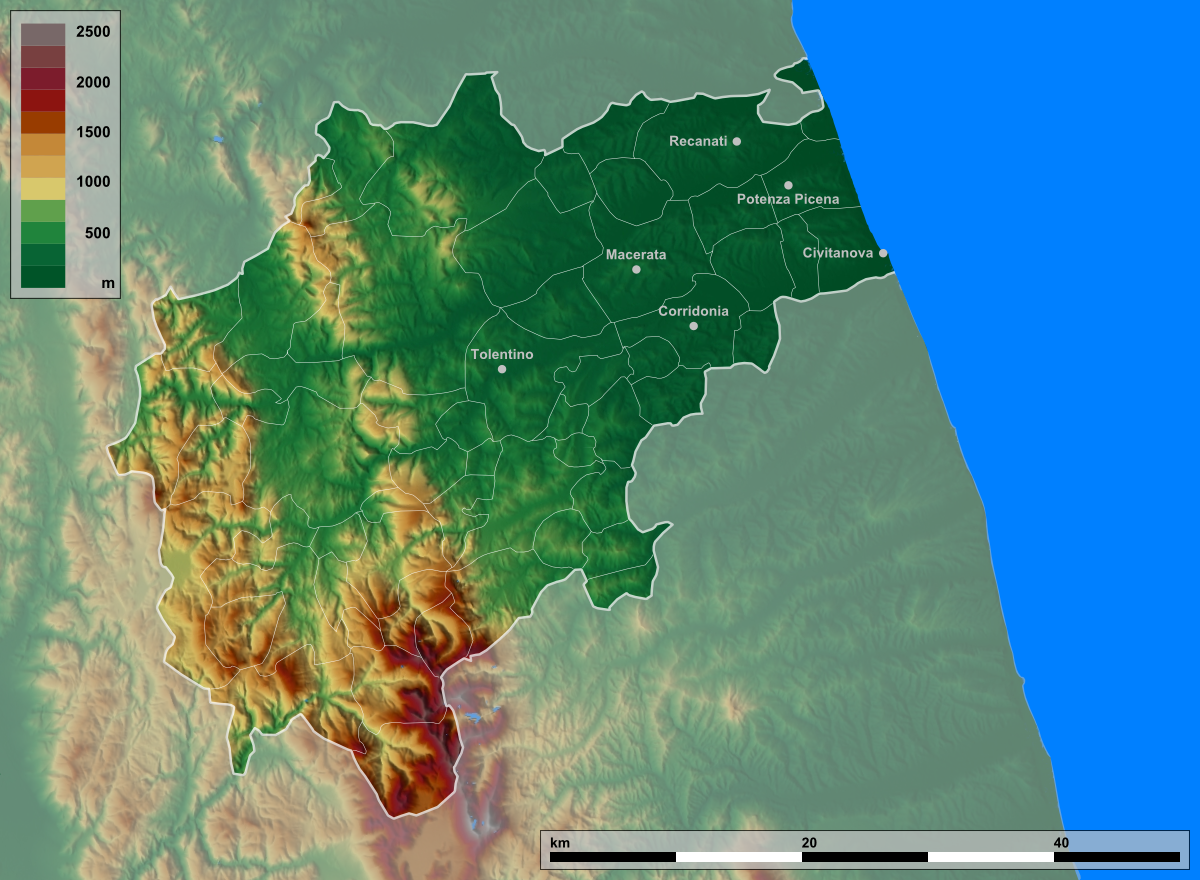
マチェラータ県の地勢

マルケ州中部に位置する県で、東はアドリア海に面し、西はウンブリア州と接する。県都マチェラータは県域北東部の内陸に位置する都市で、州都アンコーナから南南西へ約36km、ペルージャから東北東へ約89km、ペスカーラから西北へ約112km、首都ローマから北東へ約176kmの距離にある。
| 隣接する県は以下の通り。 - アンコーナ県 - 北 - アスコリ・ピチェーノ県 - 南 - ペルージャ県 - 西 |

### 主要な都市・集落
2001年の国勢調査に基づく居住地区（Località abitata）別人口統計によれば、人口8000人以上の都市・集落は以下の通り。（　）内は所属コムーネ（自治体）名を示すが、都市名と同一の場合は省いた。 
- マチェラータ - 30,322人
- ポルトチヴィタノーヴァ （チヴィタノーヴァ・マルケ） - 29,595人
- トレンティーノ - 15,376人
- レカナーティ - 13,575人
- マテーリカ - 8,913人
- ポルト・レカナーティ - 8,652人
- サン・セヴェリーノ・マルケ - 8,583人

- マチェラータ
- チヴィタノーヴァ・マルケ
- トレンティーノ
- レカナーティ

## 行政区画

### コムーネ

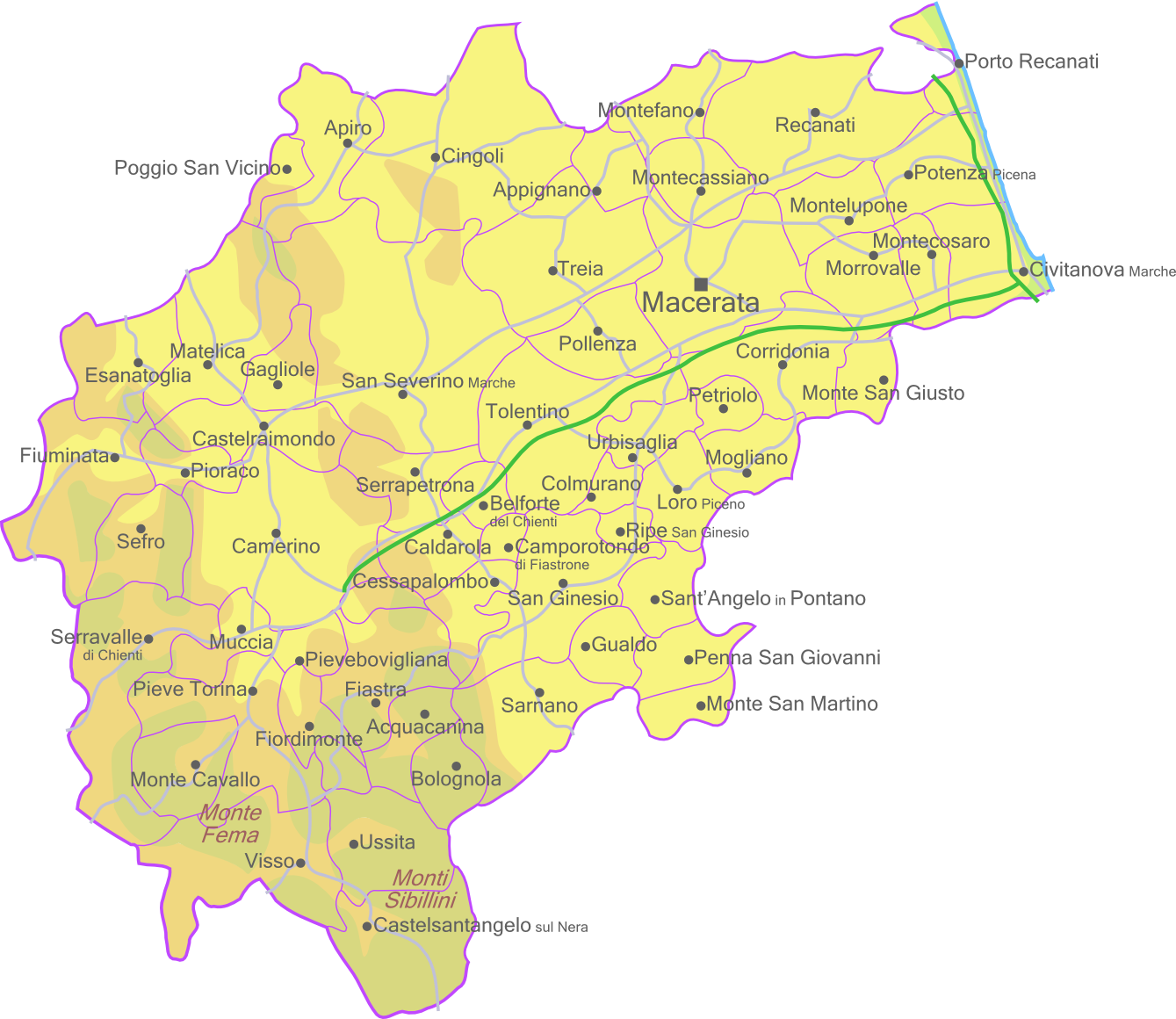
マチェラータ県のコムーネ

マチェラータ県には55のコムーネが属する。主要なコムーネ（人口上位10位）は下表の通り。左端の数字はISTATコードを示す。人口は2023年1月1日現在。
| コード | 自治体名                   | 人口   |
| ------ | -------------------------- | ------ |
| 043013 | チヴィタノーヴァ・マルケ   | 41,942 |
| 043023 | マチェラータ               | 40,537 |
| 043044 | レカナーティ               | 20,708 |
| 043053 | トレンティーノ             | 17,933 |
| 043043 | ポテンツァ・ピチェーナ     | 15,449 |
| 043015 | コッリドーニア             | 14,688 |
| 043042 | ポルト・レカナーティ       | 12,392 |
| 043047 | サン・セヴェリーノ・マルケ | 11,899 |
| 043033 | モッロヴァッレ             | 9,826  |
| 043012 | チンゴリ                   | 9,595  |

21世紀に入って以降、以下のコムーネ統廃合 (it:Fusione di comuni italiani) が行われている。
2017年
- アックアカニーナが、フィアストラに編入
- ヴァルフォルナーチェ（フィオルディモンテ、ピエヴェボヴィリアーナが合併）

## 交通

### 道路
高速道路（アウトストラーダ）
- アウトストラーダ A14
〔ボローニャ - アンコーナ〕 - ポルト・レカナーティ - チヴィタノーヴァ・マルケ -〔サン・ベネデット・デル・トロント - バーリ - ターラント〕

- SS77 (it:Strada statale 77 della Val di Chienti) 
〔フォリーニョ〕 - トレンティーノ - マチェラータ - チヴィタノーヴァ・マルケ

国道
- SS16 (it:Strada statale 16 Adriatica) 
〔パドヴァ - アンコーナ〕 - ポルト・レカナーティ - チヴィタノーヴァ・マルケ - 〔サン・ベネデット・デル・トロント - バーリ - オトラント〕

### 鉄道
おおむね北および西を優先し、通過点もしくはその近傍の地名を示す。〔　〕内は県外。
- アドリアティカ線 (it:Ferrovia Adriatica) 
〔アンコーナ〕 - ポルト・レカナーティ - チヴィタノーヴァ・マルケ - 〔サン・ベネデット・デル・トロント - ペスカーラ - バーリ - レッチェ〕

- チヴィタノーヴァ・マルケ＝ファブリアーノ線 (Ferrovia Civitanova Marche-Fabriano) 
〔ファブリアーノ〕 - サン・セヴェリーノ・マルケ - トレンティーノ - マチェラータ - チヴィタノーヴァ・マルケ

### 主要な港湾
- チヴィタノーヴァ・マルケ港 (it:Porto di Porto di Civitanova Marche)

## 人物

### 著名な出身者
- エウスタキウス - 16世紀の解剖学者。サン・セヴェリーノ・マルケ生まれ。
- マルケルス2世 - 16世紀の聖職者、ローマ教皇（在位: 1555年）。モンテファーノ生まれ。
- マテオ・リッチ - 16-17世紀のイエズス会宣教師。中国で布教、西洋科学思想を東洋に伝える。マチェラータ生まれ。
- ピウス8世 - 18-19世紀の聖職者、ローマ教皇（在位: 1829年 - 1830年）。チンゴリ生まれ。
- ピエトロ・ガスパッリ（英語版） - 19-20世紀の聖職者・教会法学者・外交官。枢機卿。ウッシタ生まれ。
- ベニャミーノ・ジーリ - 20世紀前半のテノール歌手。レカナーティ生まれ。
- アニタ・チェルクェッティ - 1950年代に活躍したオペラ歌手。モンテコーザロ生まれ。
- ダンテ・フェレッティ - 映画美術監督、衣裳デザイナー。マチェラータ生まれ。
- ラウラ・ボルドリーニ（英語版） - ジャーナリスト、政治家。代議院議長。マチェラータ生まれ。
- カミラ・ジョルジ - テニス選手。マチェラータ生まれ。